# Saint-Amand-de-Coly

Saint-Amand-de-Coly este o comună în departamentul Dordogne din sud-vestul Franței. În 2009 avea o populație de 382 de locuitori.

## Evoluția populației
| An        | 1975 | 1982 | 1990 | 1999 | 2006 | 2009 |
| --------- | ---- | ---- | ---- | ---- | ---- | ---- |
| Populație | 308  | 301  | 312  | 356  | 394  | 382  |